# Carl Sjöholm
Carl Johan Edvard Johansson Sjöholm, född 9 oktober 1869 i Slätthög i Kronobergs län, död 1 januari 1908 i Stockholm, var en svensk karikatyrtecknare.
Sjöholm utgav ett flertal samlingar med karikatyrteckningar men uppgifter om hans levnadsdata och hans utbildning är knapphändiga. Man vet att han är efterförd i mantalsregistret 1901–1906 men därefter finns få spår efter honom.